# Зофия Морачевска
Зо̀фия Анна Морачѐвска, с родово име Гостко̀вска (на полски: Zofia Anna Moraczewska) е полска учителка, обществена деятелка и политик, депутат в Законодателния сейм (1919 – 1922) и Сейма, III мандат (1930 – 1935), съпруга на политика Йенджей Морачевски.

## Биография
Зофия Гостковска е родена на 4 юли 1873 година в град Черновиц, Австро-Унгария, в семейството на Ванда (с родово име Дилевска) и железопътния инженер Роман Гостковски. След 1882 година живее със семейството си в Лвов. В годините 1885 – 1889 година се обучава в интерната към Висшия научен женски институт „Виктория Неджалковска“ в Лвов. Там от 1891 година работи като преподавателка. Две години по-късно завършва Педагогическата женска семинария в Лвов.
През 1896 година се омъжва за социалиста и бъдещ политик Йенджей Морачевски. Същата година става членка на Полската социално-демократическа партия на Галиция и Чешински Шльонск (ПСДП). Започва да пише статии за пресата под псевдомима „Правда“. През 1916 година се заселва в Краков. През 1917 година е избрана за ръководителка на Женската лига за военна помощ.
През 1919 година е избрана за депутат в Законодателния сейм от редиците на Полската социалистическа партия. На следващата година семейство Морачевски се местят в град Сулейовек, край Варшава. В Сейма е част от Съюза на полските социалистически депутати. През 20-те години е сред най-значимите деятелки на Политическия клуб на прогресивните жени. През 1928 година става ръководителка на подкрепящия „санацията“ Съюз за гражданска работа на жените. През 1930 година е избрана за депутат от листата на Безпартийния блок за сътрудничество с правителството.
Зофия Морачевска умира на 16 ноември 1958 година в Сулейовек. Погребана е на Военното гробище в Повонзки, Варшава.